# Кристал-Фоли, Дженнифер
Дже́ннифер Эй Кри́стал-Фо́ли (англ. Jennifer A. Crystal-Foley; 26 января 1973, Лос-Анджелес, Калифорния, США) — американская актриса.

## Биография
Дженнифер Эй Кристал родилась 26 января 1973 года в Лос-Анджелесе (штат Калифорния, США) в семье актёра Билли Кристала (род. 1948) и продюсера документальных фильмов Дженис Кристал (в девичестве Голдфингер; род.1949), которые женаты с 4 июня 1970 года. У Дженнифер есть старшая сестра — актриса Линдсей Эй Кристал (род. 1970).
В 1994 году Дженнифер окончила Северо-Западный университет.

## Карьера
Дженнифер дебютировала в кино в 1991 году, сыграв роль в мини-сериале «Сессии», за которую в следующем году она получила номинацию «Лучшая молодая актриса, снимавшаяся вне прайм-тайма или кабельном сериале» премии «Молодой актёр».
В 2008—2012 года Дженнифер играла роль Рэйчел Тауб в телесериале «Доктор Хаус».

## Личная жизнь
С сентября 2000 года Дженнифер замужем за Майклом Фоли. У супругов есть две дочери — Элла Райан Фоли (род. 20.06.2003) и Дилан Фрэнсис Фоли (род. 03.02.2006).

## Избранная фильмография
| Год       |    | Русское название             | Оригинальное название          | Роль                                   |
| --------- | -- | ---------------------------- | ------------------------------ | -------------------------------------- |
| 1991      | с  | Сессии                       | Sessions                       | имя персонажа неизвестно               |
| 1993      | с  | Беверли-Хиллз, 90210         | Beverly Hills, 90210           | Дебора                                 |
| 1995      | ф  | Девушка в кадиллаке          | Girl in the Cadillac           | продавщица                             |
| 1995      | ф  | Американский президент       | The American President         | Мария                                  |
| 1995      | с  | Скорая помощь                | ER                             | Реба                                   |
| 1995      | ф  | Дракула: Мёртвый и довольный | Dracula: Dead and Loving It    | медсестра                              |
| 1996      | с  | Космос: Далёкие уголки       | Space: Above and Beyond        | Лэрли                                  |
| 1997      | ф  | День отца                    | Fathers' Day                   | Роуз                                   |
| 1997      | с  | Полиция Нью-Йорка            | NYPD Blue                      | Марлин Блевинс                         |
| 1997      | тф | Дон Кинг: Только в Америке   | Don King: Only in America      | секретарша Хэнка                       |
| 2000—2001 | с  | Опять и снова                | Once and Again                 | Кристи Паркер                          |
| 2002      | с  | Практика                     | The Practice                   | Келли Госс                             |
| 2002      | с  | Прикосновение ангела         | Touched by an Angel            | Гэйл                                   |
| 2002      | с  | Провиденс                    | Providence                     | Криста                                 |
| 2008—2012 | с  | Доктор Хаус                  | House                          | Рэйчел Тауб                            |
| 2009      | ф  | Война невест                 | Bride Wars                     | имя персонажа неизвестно (озвучивание) |
| 2009      | с  | Эврика                       | Eureka                         | Табита                                 |
| 2009      | с  | C.S.I.: Место преступления   | CSI: Crime Scene Investigation | Дженнифер Делани                       |
| 2012      | с  | Морская полиция: Спецотдел   | NCIS                           | Констанс Мэзни                         |
| 2012      | ф  | Методы воспитания            | Parental Guidance              | Кассандра                              |